# روبلاگ
روبلاگ نوواژه ای برای بلاگ یاخته شده توسط روبات و بدون دخالت انسان است. روبلاگ‌ها توسط نسل جدیدی از روبات‌ها ساخته می‌شوند که قادر به نوشتن متن و آپلود تصاویر باشند. نخستین روبلاگ در اواخر سال ۲۰۰۵ میلادی ایجاد شد.